# Discestra taylori
Discestra taylori är en fjärilsart som beskrevs av Rothschild 1921. Discestra taylori ingår i släktet Discestra och familjen nattflyn. Inga underarter finns listade i Catalogue of Life.